# Дафні (1913)

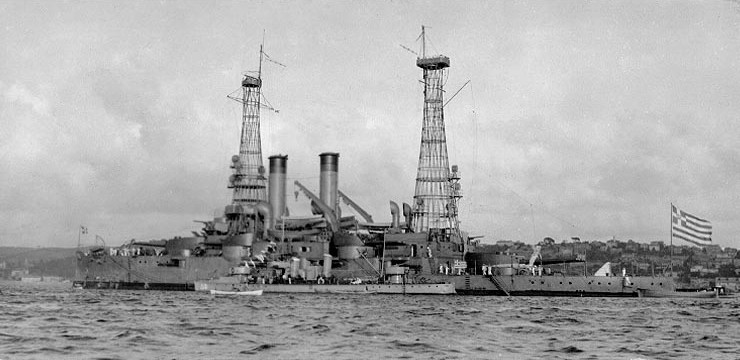
Міноносець «Дафні» пришвартований біля значно більшого пре-дредноута «Лемнос», Стамбул, 1919 рік.

«Дафні» (грец. «Δάφνη») — міноносець Військово-морських сил Греції, який взяв участь в Першій світовій війні. Належить до серії грецьких міноносців побудованих в 1912—1913 роках німецькою верфю Vulcan Werke AG, Stattin — Bredow, які отримали імена німф і океанід стародавньої грецької міфології. «Дафні» отримав ім'я німфи Дафни (попередником був бомбардирський корабель «Дафні» 1830—1834). Іншими кораблями серії були «Алкіона», «Еглі», «Аретуса», «Тетіс» і «Доріс». Грецький прапор було піднято в 1913 році, у Щецині, тоді Німеччина.
У Першу світову війну міноносець супроводжував конвої в Егейському морі, а також здійснював протичовнове патрулювання. Під час греко-турецької війни 1919—1922 років, міноносець забезпечував підтримку армії при висадці і відході.
У серпні 1925 року міноносець був посланий для спостереження до острівця Неа-Камені, який з'являвся у результаті вулканічної діяльності підводного вулкана острова Санторін.
11 серпня на поверхні з'явився острівець, названий на честь міноносця Дафні. Через кілька днів острівець з'єднався з Неа-Камені. Але ім'я міноносця залишилося в топоніміці Неа-Камені як «Лава Дафні». Міноносець був виведений зі складу флоту в 1926 році і був проданий для утилізації в 1931 році.

## Спадкоємець імені
Тральщик «Дафні» увійшов до складу ВМФ Греції в 1964 році.

## Галерея

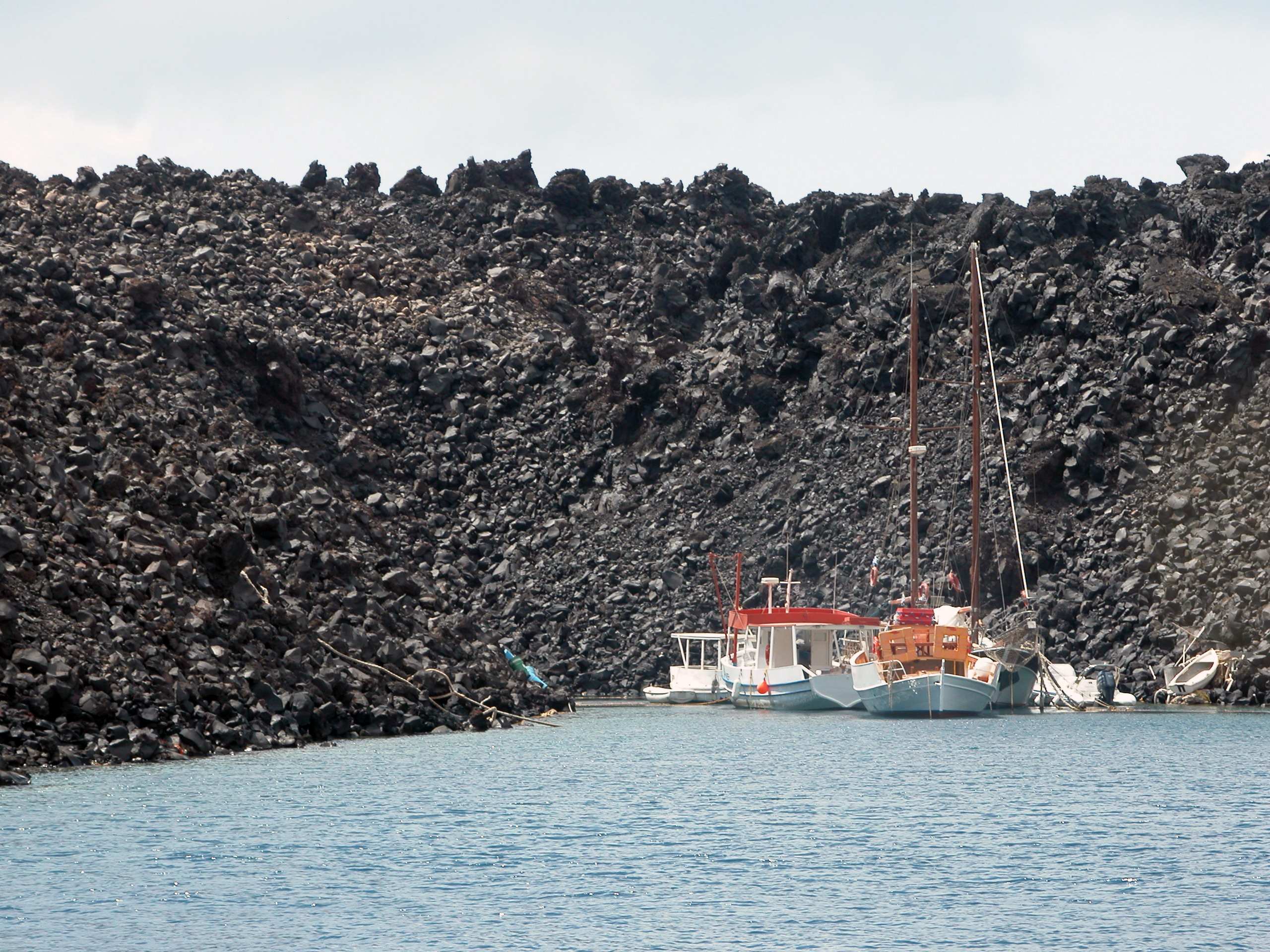
Човни на стоянці біля лав Неа-Камені
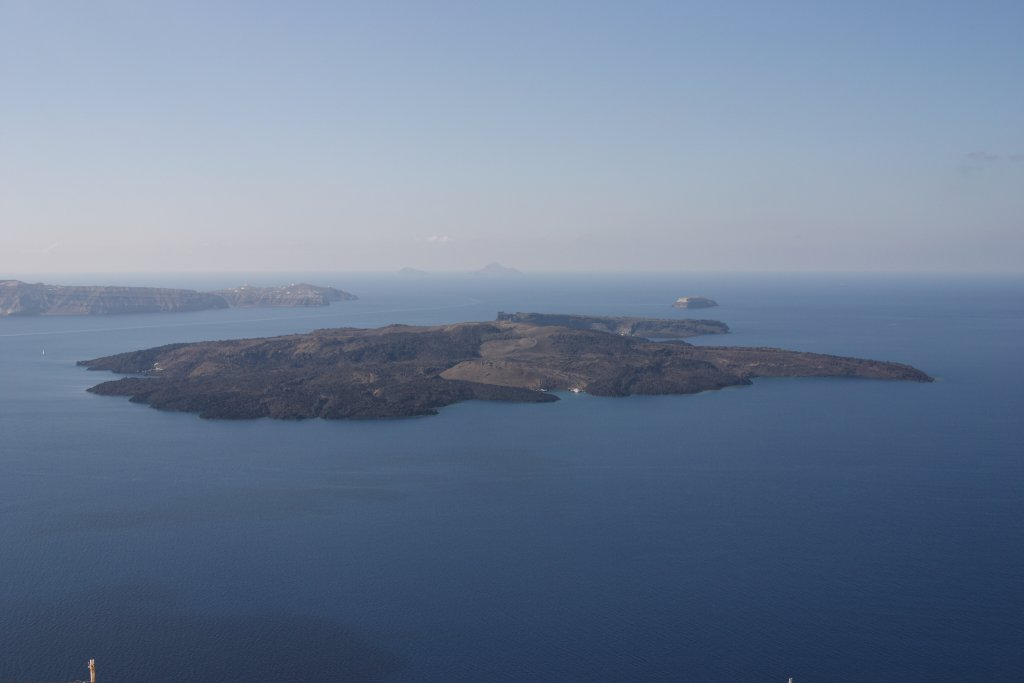
Неа-Камені